# Црква Свете преподобне Параскеве - Испосница у Лепеници
Црква Свете преподобне Параскеве - Испосница у Лепеници, насељеном месту на територији општине Владичин Хан, православни је храм који припада Епархији врањској Српске православне цркве.
Испосничка црква посвећена Светој преподобној Параскеви у народу позната и као Латинска црква, због олтара који је неуобичајено окренут према западу. Црква је, у суштини, дело природе, а не грађевина коју је направио човек. То је стена са два отвора у којима су се подвизавали монаси.
Регистрована и заштићена као хронолошки неопредељено светилиште, ова целина обухвата полупећинску цркву, две спратне конструкције - испоснице над црквом и извор Свете воде, у пећини источно од испоснице. Иако су оне данас доступне једино спелеолозима, очигледно је читава компактна стена у прошлости коришћена тако да су били зидани северни зидови настамби и храма, односно да је реч о анахоретском станишту, средњовековном или поствизантијском - не може се рећи, услед недостатка података. Наша склоност да Лепеничку целину доведемо у хронолошку везу са пустиножитељима окупљеним око манастира у Мртвици, а то је период 16 — 17. века, не налази упориште у расположивим писаним подацима.